# Swift (linguagem de programação)
Swift é uma linguagem de programação desenvolvida pela Apple para desenvolvimento no iOS, macOS, watchOS, tvOS, Windows e Linux. Swift foi desenvolvida para manter compatibilidade com a API Cocoa e com código existente em Objective-C. O compilador usa a infraestrutura do LLVM e é distribuído junto do Xcode desde a versão 6.
Foi anunciada na WWDC em 2014, conferência anual da Apple. Inicialmente um software proprietário, a partir da versão 2.2 (dezembro de 2015) foi distribuída sob a licença Apache 2.0.
Em março de 2017, Swift ficou entre as dez linguagens mais populares, de acordo com o Índice Tiobe, e atualmente está entre as 20 mais populares. De acordo com uma pesquisa conduzida pela RedMonk, está entre as dez linguagens mais populares.

## História
O desenvolvimento do Swift teve início em julho de 2010 por Chris Lattner, com a eventual colaboração de muitos outros programadores da Apple. O Swift é inspirado em linguagens como Objective-C, Rust, Haskell, Ruby, Python, C#, CLU, entre outras. Uma versão beta da linguagem foi disponibilizada a desenvolvedores Apple durante a WWDC de 2014 .
A versão 1.0 foi lançada em 9 de setembro de 2014, com a versão Gold Master do Xcode 6.0 para iOS. A versão 1.1 foi lançada em 22 de outubro de 2014, com o lançamento do Xcode 6.1. Swift 1.2 foi lançado em 8 de abril de 2015, com o lançamento do Xcode 6.3. Swift 2.0 teve seu anúncio durante a WWDC de 2015, e foi disponibilizado para a publicação de aplicativos na App Store em 21 de setembro de 2015. Swift 3.0 foi lançado em 13 de setembro de 2016. Swift 4.0 foi lançado em 19 de setembro de 2017. Swift 4.1 foi lançado em 29 de março de 2018. Swift 4.2 foi lançado em 17 de setembro de 2018.
Swift ganhou primeiro lugar na categoria Linguagem de Programação Mais Amada em uma sondagem de desenvolvedores do Stack Overflow em 2015 e segundo lugar em 2016.
Em 3 de dezembro de 2015, a linguagem Swift, bibliotecas suplementares, depurador, e gerenciador de pacotes, tornaram-se open source sob a licença Apache 2.0 com uma Runtime Library Exception, e Swift.org foi criado para hospedar o projeto. O código fonte é hospedado no GitHub.
Durante a WWDC de 2016, a Apple anuncia um aplicativo exclusivo para iPad, chamado Swift Playgrounds, com a finalidade de ensinar a programação na linguagem. O aplicativo dispõe de uma interface análoga a um videogame 3D que concede feedback gráfico conforme a disposição e execução das linhas de código.
Em janeiro de 2017, Chris Lattner anunciou seu regresso da Apple por uma posição na Tesla Motors, deixando o cargo de líder de projeto do Swift para Ted Kremenek.
| Data de Lançamento | Versão    |
| 09/09/2014         | Swift 1.0 |
| 22/10/2014         | Swift 1.1 |
| 08/04/2015         | Swift 1.2 |
| 21/09/2015         | Swift 2.0 |
| 13/09/2016         | Swift 3.0 |
| 19/09/2017         | Swift 4.0 |
| 29/03/2018         | Swift 4.1 |
| 17/09/2018         | Swift 4.2 |
| 25/03/2019         | Swift 5.0 |
| 24/03/2020         | Swift 5.2 |
| 16/09/2020         | Swift 5.3 |
| 26/04/2021         | Swift 5.4 |
| 20/09/2021         | Swift 5.5 |
| 14/03/2022         | Swift 5.6 |
| ------------------ | --------- |

## Características
Swift é uma alternativa à linguagem Objective-C, que emprega conceitos modernos da teoria de linguagem de programação e se empenha em oferecer uma sintaxe mais simples. Em sua apresentação, foi descrita como "Objective-C sem a corpulência do C".
O Swift retém conceitos chave do Objective-C como protocolos, clausura e categorias, porém, frequentemente substituindo a sintaxe por versões mais limpas e permitindo a aplicação desses conceitos em outras estruturas da linguagem, como tipos enumerados (enums).

### Controle de acesso
O Swift suporta seis níveis de controle de acesso com os símbolos: open, public, internal, fileprivate, e private. Ao contrário de outras linguagens orientadas a objetos, esses controles de acesso ignoram hierarquias de herança:  private indica que um símbolo só é acessível no escopo imediato, fileprivate indica que só é acessível internamente ao arquivo, internal indica que é acessível no escopo do módulo que o contém, public indica que é acessível de qualquer módulo, e open (apenas para classes e seus métodos) indica que a classe pode ser "subclassificada" de fora do módulo.

### Tipagem de valor
Em muitas linguagens orientadas a objetos, objetos são representados internamente em duas partes. O objeto é armazenado como um bloco de dados posicionado no heap, enquanto o nome (ou handle) do objeto é representado por um ponteiro. Objetos são passados entre métodos por meio da cópia do valor do ponteiro, permitindo assim, o acesso aos mesmos dados contidos no heap por qualquer um que possua uma cópia. Por sua vez, tipos básicos como valores de inteiros e pontos flutuantes são representados diretamente; o handle contém os dados, não um ponteiro para os mesmos, e esses dados são passados diretamente aos métodos por cópia. Esses estilos de acesso são denominados passagem por referência no caso dos objetos, e passagem por valor para tipos básicos.
De forma similar ao C#, o Swift oferece suporte nativo a objetos usando ambas as semânticas de passagem por referência e passagem por valor, a primeira usando a declaração class e a outra usando struct. Structs no Swift tem quase todas as mesmas características das classes: métodos, protocolos de implementação e uso de mecanismos de extensão. Por esse motivo, a Apple nomeou genericamente todos os dados como instâncias, ao invés de objetos ou valores. Contudo, structs não permitem herança.
```
// Definição de struct

struct
 
Resolution
 
{

    
var
 
width
 
=
 
0

    
var
 
height
 
=
 
0

}

// Criação de instância

let
 
hd
 
=
 
Resolution
(
width
:
 
1920
,
 
height
:
 
1080
)

// Sendo "Resolution" um struct, uma cópia da instância é criada

var
 
cinema
 
=
 
hd

```

### Enumerações e casamento de padrões
Swift possui enumerações de tipagem forte, e suas variantes podem carregar valores diversos. Exemplo de declaração de enumerações e o casamento de padrões:
```
enum
 
Browser
 
{

    
case
 
firefox

    
case
 
epiphany

    
case
 
safari

    
case
 
chrome

    
case
 
edge

    
case
 
ie
(
UInt8
)

}

let
 
browser
 
=
 
Browser
.
ie
(
11
)

switch
 
browser
 
{

case
 
.
firefox
:

    
print
(
"Gecko"
)

case
 
.
epiphany
:

    
fallthrough
 
// .epiphany, .safari

case
 
.
safari
:

    
print
(
"WebKit"
)

case
 
let
 
.
ie
(
version
):

    
print
(
"Internet Explorer 
\(
version
)
"
)

default
:

    
print
(
"Chromium/Blink"
)

}

```

#### Opcionais
Uma importante característica nova no Swift são tipos opcionais, que permitem que valores ou referências operem de forma semelhante ao padrão comum do C, em que um ponteiro pode prover referência a um valor ou ser nulo. Exemplo:
```
let
 
website
:
 
String
?
 
=
 
"https://www.wikipedia.org"

if
 
website
 
!=
 
nil
 
{

    
print
(
"Website: 
\(
website
!
)
"
)
 
// `!` desembrulha o valor forçadamente

}

// Forma alternativa (padrão)

if
 
let
 
addr
 
=
 
website
 
{

    
print
(
"Website: 
\(
addr
)
"
)

}

// Forma alternativa (guarda)

func
 
unwrap
(
_
 
website
:
 
String
?)
 
->
 
String
 
{

    
guard
 
let
 
addr
 
=
 
website
 
else
 
{

        
return
 
""
 
// Retorna prematuramente

    
}

    
return
 
addr

}

```

#### Tratamento de erros
Swift possui exceções de forma semelhante a Objective-C. Exemplo de um erro personalizado:
```
enum
 
ValueError
:
 
Error
 
{

    
case
 
empty

    
case
 
tooSmall

    
case
 
tooLarge

}

// Função que pode falhar

func
 
verify
(
value
:
 
Int
?)
 
throws
(
ValueError
)
 
->
 
Int
 
{

    
guard
 
let
 
n
 
=
 
value
 
else
 
{

        
throw
 
ValueError
.
empty

    
}

    
guard
 
n
 
>=
 
4
 
else
 
{

        
throw
 
ValueError
.
tooSmall

    
}

    
guard
 
n
 
<=
 
20
 
else
 
{

        
throw
 
ValueError
.
tooLarge

    
}

    
return
 
n

}

```

E o tratamento do erro:
```
do
 
{

    
print
(
"Número:"
,
 
try
 
verify
(
value
:
 
3
))

    
print
(
"Número:"
,
 
try
 
verify
(
value
:
 
4
))

}
 
catch
 
ValueError
.
tooSmall
 
{
 
// Captura erro específico

    
print
(
"Erro: número muito pequeno"
)

}
 
catch
 
{
 
// Demais erros

    
print
(
"Erro"
)

}

```

### Genéricos
Exemplo de uma árvore binária em Swift:
```
// Tipos recursivos precisam ser declarados como `indirect`

indirect
 
enum
 
Tree
<
T
>
 
{

    
case
 
empty

    
case
 
node
(
T
,
 
Tree
,
 
Tree
)

}

let
 
tree
 
=
 
Tree
.
node
(
5.96
,
 
.
empty
,
 
.
node
(
1.0
,
 
.
empty
,
 
.
empty
))

// O primeiro membro é extraído como consante; ignora demais membros

if
 
case
 
let
 
.
node
(
value
,
 
_
,
 
_
)
 
=
 
tree
 
{

    
print
(
"
\(
value
)
"
)

}

// Os membros são extraídos se a condição for satisfeita

if
 
case
 
let
 
.
node
(
value
,
 
left
,
 
right
)
 
=
 
tree
,
 
value
 
<
 
6.0
 
{

    
print
(
"-> 
\(
left
)
"
)

    
print
(
"-> 
\(
right
)
"
)

}

```

### Iteradores e clausuras
Em Swift, um iterador é representando pelo protocolo IteratorProtocol; o protocolo Sequence fornece métodos adaptadores para criar novos iteradores. Também possui um literal para representar intervalos (um tipo de iterador). No exemplo a seguir o programa lista os números primos entre 4 e 20:
```
var
 
numbers
:
 
[
Int
]
 
=
 
[];

// `4...20` é um iterador inclusivo (inclui 20)

for
 
i
 
in
 
4.
..
20
 
{

    
// `2..<i` é um iterador exclusivo, ex.: `2..<5` inclui 2, 3 e 4.

    
// `{ x in i % x != 0 }` é uma clausura que recebe `x` e retorna booliano.

    
if
 
(
2.
.<
i
).
allSatisfy
({
 
x
 
in
 
i
 
%
 
x
 
!=
 
0
 
})
 
{

        
numbers
.
append
(
i
)

    
}

}

print
(
"Os números primos entre 4 e 20 são: 
\(
numbers
)
"
)

```

## Exemplos

### Programa Olá Mundo
```
print
(
"Olá, Mundo!"
)

```

### Algoritmo de Trabb Pardo-Knuth
```
import
 
Foundation

func
 
f
(
_
 
t
:
 
Double
)
 
->
 
Double
 
{

    
sqrt
(
abs
(
t
))
 
+
 
5
 
*
 
pow
(
t
,
 
3
)

}

let
 
a
 
=
 
(
1.
..
11
).
map
 
{
 
_
 
->
 
Double
 
in

    
guard
 
let
 
input
 
=
 
readLine
()
 
else
 
{
 
return
 
0
 
}

    
return
 
Double
(
input
)
!

}

a
.
lazy
.
map
(
f
).
enumerated
().
reversed
().
forEach
 
{
 
(
i
,
 
y
)
 
in

    
print
(
i
,
 
y
 
>
 
400
 
?
 
"TOO LARGE"
 
:
 
y
)

}

```

### SwiftUI
Um programa Olá Mundo do SwiftUI se parece com:
```
import
 
SwiftUI

@
main

struct
 
HelloWorldApp
:
 
App
 
{

    
var
 
body
:
 
some
 
Scene
 
{

        
WindowGroup
 
{

            
ContentView
()

        
}

    
}

}

struct
 
ContentView
:
 
View
 
{

    
var
 
body
:
 
some
 
View
 
{

        
Text
(
"Olá, Mundo!"
)

            
.
font
(.
title
)

    
}

}

struct
 
ContentView_Previews
:
 
PreviewProvider
 
{

    
static
 
var
 
previews
:
 
some
 
View
 
{

        
ContentView
()

    
}

}

```

## Desenvolvimento e outras implementações
Sendo em código aberto, a linguagem proporciona perspectivas de implementações para web. Alguns frameworks já foram desenvolvidos tais como o Kitura da IBM, Perfect e Vapor.
Um grupo de trabalho oficial para "APIs de Servidor" também foi criado pela Apple, com membros da comunidade de desenvolvedores Swift ocupando papel central.
Outra implementação do Swift, chamada Silver, oferece compatibilidade com plataformas como Cocoa, a CLI da Microsoft (.NET), Java e Android; faz parte do Elements Compiler da empresa americana RemObjects Software.